# Медведков, Владислав Михайлович
Владисла́в Миха́йлович Медве́дков (23 сентября 1940, Белосток, Подляское воеводство, Польша, — 1 ноября 2017, Йошкар-Ола, Марий Эл, Россия) — советский деятель сельского хозяйства, агроном. Директор совхоза «Овощевод» Медведевского района Марийской АССР (1977—2004). Заслуженный агроном РСФСР (1977).

## Биография
Родился 23 сентября 1940 года в польском Белостоке в семье фронтовика-орденоносца, заслуженного агронома Марийской АССР М. С. Медведкова. Происходил из рода крестьян дер. Мышино (ныне – в составе Йошкар-Олы Марий Эл).
В 1959 году окончил Нартасский сельскохозяйственный техникум Мари-Турекского района Марийской АССР. С 1963 года в Медведевском районе Марийской АССР: до 1972 года — инструктор Медведевского райкома ВЛКСМ, агроном, управляющий отделением совхоза «Семёновский». В 1972 году заочно окончил Казанский сельскохозяйственный институт. В 1972—1977 годах был директором совхоза «Суртовский», в 1977—2004 годах — директором совхоза «Овощевод» Медведевского района Марийской АССР / Республики Марий Эл.
В 1990—1993 годах избирался депутатом Верховного Совета Марийской АССР XII созыва, в 2000—2004 годах — депутатом Государственного Собрания Республики Марий Эл III созыва.
За вклад в развитие сельского хозяйства в 1977 году ему присвоено почётное звание «Заслуженный агроном РСФСР». Является заслуженным работником сельского хозяйства Республики Марий Эл. Награждён орденами Октябрьской Революции, Трудового Красного Знамени, «Знак Почёта», медалями, в том числе 6-ю медалями ВДНХ, а также Почётной грамотой Президиума Верховного Совета Марийской АССР (дважды).
Скончался 1 ноября 2017 года в Йошкар-Оле. 

## Признание
- Заслуженный агроном РСФСР (1977)[1][2]
- Заслуженный работник сельского хозяйства Республики Марий Эл
- Орден Октябрьской Революции (1986)[1][2]
- Орден Трудового Красного Знамени (1981)[1][2]
- Орден «Знак Почёта» (1975)[1][2]
- Золотая медаль ВДНХ (1970, ещё одна)[1][2]
- Серебряная медаль ВДНХ (дважды)
- Бронзовая медаль ВДНХ (дважды)
- Медаль «Ветеран труда»
- Медаль «За доблестный труд. В ознаменование 100-летия со дня рождения Владимира Ильича Ленина»
- Почётная грамота Президиума Верховного Совета Марийской АССР (1977, 1990)[1][2]

## Память
3 июля 2020 года на доме № 3 по ул. Молодёжной в с. Семёновка (г. Йошкар-Оле) Марий Эл, где жил агроном В. М. Медведков, была открыта мемориальная доска.  